# Liste der Denkmäler des Deutsch-Französischen Krieges in Thüringen
Diese Liste gibt einen Überblick über Denkmäler in Thüringen, die sich schwerpunktmäßig der Geschichte des Deutsch-Französischen Krieges von 1870/1871 widmen.

## Liste
| Denkmal in Artern |

| Siegessäule von Auerstedt |

| Gedenktafel in Ballstädt |

| Denkmal in Berga |

| Denkmal in Crawinkel |

| Gefell |

| Tafel in Weimar |

| Denkmal in Langenschade |

| Straußfurt |

| Sockel in Sondershausen |

| Rastenberg |

| Obelisk in Münchenbernsdorf |

| Säule in Luisenthal |

| Siegessäule in Heiligenstadt |

| Obelisk in Gotha |

| Gerstungen |

| Friedrichroda |

| Jena |

| Denkmal in Geisa |

| Bild | Ort                   | Ortsteil           | Lage                                                                                 | Beschreibung |
| --- | --------------------- | ------------------ | ------------------------------------------------------------------------------------ | --- |
| Weitere Bilder | Artern                | Artern             | Artern, Schönfelder Straße 51° 21′ 47,9″ N, 11° 17′ 13,6″ O                          | Das Denkmal ist ein schlichter Würfel und erinnert an die Siegesfeier 18. Juni 1871.                                                                                               |
| Weitere Bilder | Auerstedt             | Auerstedt          | Auerstedt 51° 5′ 58,4″ N, 11° 35′ 23,4″ O                                            | Das Denkmal ist ein Obelisk auf hohem Sockel, gekrönt durch den Adler. |
| | Ballstädt             | Ballstädt          | Ballstädt, Kirche St. Petri 51° 2′ 7,2″ N, 10° 42′ 54,1″ O                           | In der Kirche befindet sich eine Gedenktafel. |
| | Berga/Elster          | Berga/Elster       | Berga/Elster, gegenüber der Eiche 50° 45′ 7,5″ N, 12° 9′ 40,4″ O                     | Vom Denkmal ist der große Sockel aus gelbem Stein erhalten. Der krönende Adler wurde in der DDR entfernt.                                                                          |
| | Crawinkel             | Crawinkel          | Crawinkel, vor der Kirche 50° 46′ 54,8″ N, 10° 47′ 20,3″ O                           | Das Denkmal ist ein viereckiger Sockel mit Inschriftentafeln, darauf eine Germania mit Schwert und Schild.                                                                         |
| Weitere Bilder | Erfurt                | Vieselbach         | 0                                                                                    | Das Kriegerdenkmal ist ein Quader, nach oben mit Dreiecken abgeschlossen. |
| Bild gesucht Die Wikipedia wünscht sich an dieser Stelle ein Bild vom Ort mit diesen Koordinaten 50.318228 11.205737 . Motiv: Gefell Falls du dabei helfen möchtest, erklärt die Anleitung , wie das geht. BW                       | Föritztal             | Gefell (Föritztal) | Gefell, Friedhofskapelle 50° 19′ 5,6″ N, 11° 12′ 20,7″ O                             | In der Friedhofskapelle ist eine Gedenktafel angebracht. |
| Bild gesucht Die Wikipedia wünscht sich an dieser Stelle ein Bild vom Ort mit diesen Koordinaten 50.834142 10.589286 . Motiv: Kriegerdenkmal Finsterbergen Falls du dabei helfen möchtest, erklärt die Anleitung , wie das geht. BW | Friedrichroda         | Finsterbergen      | Finsterbergen, Denkmalplatz 50° 50′ 2,9″ N, 10° 35′ 21,4″ O                          | Das Denkmal ist ein Obelisk. An den Seiten sind einmal zwei gekreuzte Lorbeerblätter und auf der Gegenseite zwei gekreuzte Eichenzweige angebracht.                                |
| Weitere Bilder | Geisa                 | Geisa              | Geisa, in der Parkanlage auf dem Gangolfiberg 50° 42′ 43,5″ N, 9° 56′ 52,8″ O        | Germania mit Schwert und Ruhmeskranz auf Stufenpodest und Postament. |
| | Gerstungen            | Oberellen          | Oberellen, zwischen Kirche und Schloss 50° 56′ 57,3″ N, 10° 11′ 7,4″ O               | Das kleine Denkmal nennt die Namen des Kriegsteilnehmer aus Oberellen. |
| | Gotha                 | Siebleben          | Siebleben, Kirchgarten von Sankt Helena (Siebleben) 50° 56′ 35,3″ N, 10° 44′ 34,7″ O | Das Denkmal ist ein Obelisk auf viereckigem Sockel. An der Spitze ist ein Lorbeerkranz über einem Eisernen Kreuz eingeschlagen.                                                    |
| Weitere Bilder | Heilbad Heiligenstadt | Heiligenstadt      | Heiligenstadt, Lindenallee Straße 51° 22′ 46″ N, 10° 8′ 5,7″ O                       | Die Siegessäule Heiligenstadt ist eine hohe Säule, gekrönt durch eine Siegesgöttin mit Lorbeerkranz.                                                                               |
| | Kraftsdorf            | Rüdersdorf         |                                                                                      | Denkmal in Form einer Schale auf rechteckigem Sockel. |
| | Luisenthal            | Luisenthal         | im Westteil der Burg Schwarzwald 50° 46′ 9,3″ N, 10° 43′ 48,6″ O                     | Das Kriegerdenkmal ist eine viereckige Säule und nennt die Hauptschlachtorte. |
| Weitere Bilder | Münchenbernsdorf      | Münchenbernsdorf   | vor der Kirche Münchenbernsdorf 50° 49′ 16,3″ N, 11° 56′ 1,2″ O                      | Das Denkmal ist ein Obelisk geschmückt mit eisernem Kreuz. |
| | Rastenberg            | Rastenberg         | Rastenberg, Raspeplan 51° 10′ 28,1″ N, 11° 25′ 21,6″ O                               | Denkmal in Form eines Findlings. |
| | Sondershausen         | Sondershausen      | Sondershausen, vor dem Wippertor 51° 22′ 19,5″ N, 10° 52′ 46,3″ O                    | Vom Denkmal ist der Sockel erhalten. |
| Weitere Bilder | Straußfurt            | Straußfurt         | Straußfurt, Kirche St. Petri 51° 9′ 44,7″ N, 10° 59′ 35,3″ O                         | Das Kriegerdenkmal neben der Kirche aus dem Jahr 1896 ist eine hohe Säule, gekrönt durch einen Adler.                                                                              |
| | Unterwellenborn       | Langenschade       | Langenschade, vor der Kirche 50° 42′ 7,1″ N, 11° 24′ 2,2″ O                          | Das Denkmal ist ein kleiner Obelisk. Die Front ist mit Eichenlaub-Lorbeerkranz, darunter Pickelhaube vor 4 Fahnen über und Kanonenkugeln und gekreuzten Geschützrohren geschmückt. |
| | Weimar                | Weimar             | Jakobskirche (Weimar) 50° 59′ 0,2″ N, 11° 19′ 38,5″ O                                | In der Jakobskirche in Weimar nennt eine Tafel die Kriegstoten des Infanterie-Regiments „Großherzog von Sachsen“ (5. Thüringisches) Nr. 94.                                        |

### Jena
| Bild           | Ort  | Ortsteil          | Lage                                                                | Beschreibung |
| -------------- | ---- | ----------------- | ------------------------------------------------------------------- | --- |
| Weitere Bilder | Jena | Jena              | Jena, Forstturm 50° 55′ 22″ N, 11° 33′ 18″ O                        | Der Forsttum wurde 1874 zu Ehren der Gefallenen des Jenaer Bataillons (3. Bataillon des 5. Thüringischen Infanterie-Regimentes Nr. 94) im Deutsch-Französischen Krieg erbaut. Es handelt sich um einen 25 m hohen Turm aus unregelmäßigem Kalksteinmauerwerk auf einem achteckigen Unterbau mit vorspringenden Stützpfeilern und Umgang. |
| Weitere Bilder | Jena | Jenaprießnitz     | Jenaprießnitz, Am Denkmal 50° 55′ 39,9″ N, 11° 39′ 4,3″ O           | Das Denkmal ist eine schlanke, umrankte Säule auf viereckigem Sockel, gekrönt mit einer Kugel. Es steht unter Denkmalschutz, siehe Liste der Kulturdenkmale in Jena. |
| Weitere Bilder | Jena | Isserstedt        | Isserstedt, Hauptstraße 50° 57′ 38,6″ N, 11° 31′ 18,9″ O            | Das Denkmal ist ein Obelisk auf viereckigem Sockel, gekrönt mit einer Kugel. Es steht unter Denkmalschutz, siehe Liste der Kulturdenkmale in Jena. |
| Weitere Bilder | Jena | Wenigenjena       | Wenigenjena, Karl-Liebknecht-Straße 50° 55′ 45,8″ N, 11° 36′ 2,2″ O | Das Denkmal ist ein Sandsteinobelisk geschmückt mit eisernem Kreuz. Es steht unter Denkmalschutz, siehe Liste der Kulturdenkmale in Jena. |
|                | Jena | Ziegenhain (Jena) | Ziegenhain, gegenüber dem Teich 50° 55′ 8,8″ N, 11° 37′ 35,8″ O     | Das Denkmal ist ein Findling mit einer Tafel der Kriegsteilnehmer. |
|                | Jena | Zwätzen           | Zwätzen, an der Kirche 50° 57′ 34,3″ N, 11° 36′ 48,3″ O             | Das Denkmal ist ein Findling mit einer Tafel der Kriegsteilnehmer. |

### Ehemalige Denkmale
| Bild | Ort    | Ortsteil | Lage                                                                         | Beschreibung |
| ---- | ------ | -------- | ---------------------------------------------------------------------------- | --- |
| 0    | Gotha  | Gotha    | Gotha, Ekhofplatz 50° 56′ 58,9″ N, 10° 42′ 32,3″ O                           | Das Landesdenkmal war ein Obelisk mit vier großen Bronzetafeln, die die Namen der 400 Gefallenen trugen. Es wurde am 10. Mai 1874 in Anwesenheit des Herzogs Ernst II. von Sachsen-Coburg und Gotha eingeweiht. Der Entwurf stammte vom Gothaer Architekten Ludwig Bohnstedt. 1946 wurde beschlossen, das Denkmal zu erhalten aber Inschriften und Eiserne Kreuz zu entfernen. 1949 wurde das Denkmal abgerissen. Heute steht an seiner Stelle das Arnoldidenkmal. |
| 0    | Gotha  | Gotha    | Gotha, Karl-Schwarz-Straße (früher Friedhof) 50° 57′ 1,3″ N, 10° 41′ 46,6″ O | Das Landesdenkmal war ein Sandsteinobelisk auf Sockel. Die Front zierte ein Lorbeerkranz mit umgekehrtem Schwert in der Mitte. Es wurde am 24. November 1872 eingeweiht. Der Entwurf stammte vom Gothaer Maurermeister Heinrich Bracke. Der Friedhof wurde 1890 für Beerdigungen geschlossen und 1968 abgeräumt. Die Reste des Stadtdenkmals liegen seitdem am Schloß Mönchhof.                                                                                    |
|      | Weimar | Weimar   | Weimar, Watzdorfplatz (heute Buchenwaldplatz) 50° 59′ 18,8″ N, 11° 19′ 33″ O | Das Denkmal des Bildhauers Robert Härtel wurde 1878 eingeweiht. Auf einem hohen, rechteckigen Sockel befanden sich zwei Soldaten aus Bronze. Einer der beiden stirbt getroffen, der andere zeigt eine Siegerpose. Es wurde nach dem Zweiten Weltkrieg abgerissen. An seiner Stelle steht heute das Ernst-Thälmann-Denkmal auf dem Buchenwaldplatz. |